# Сенаторы от департамента Кот-д’Армор
В соответствии с законодательством Франции избрание сенаторов осуществляется коллегией выборщиков, в которую входят депутаты Национального собрания, члены регионального совета и совета департамента, а также делегаты от муниципальных советов. Количество мест определяется численностью населения. Департаменту Кот-д’Армор в Сенате выделено 3 места. В случае, если от департамента избирается 3 и более сенаторов, выбор осуществляется среди списков кандидатов по пропорциональной системе с использованием метода Хэйра. Список кандидатов должен включать на 2 имени кандидата больше, чем число мандатов, и в составе списка должны чередоваться мужчины и женщины.

## Результаты выборов 2020 года
В выборах сенаторов 2020 года участвовали 6 списков кандидатов и 1729 выборщиков.
|  | Лидер списка    | Политическая направленность                              | Получено голосов | %     | Кол-во мест | +/- (к 2008 г.) |
|  | --------------- | -------------------------------------------------------- | ---------------- | ----- | ----------- | --------------- |
|  | Анни Ле Уэру    | Социалистическая партия, Коммунистическая партия         | 693              | 40,67 | 2           | 0               |
|  | Ален Кадек      | Союз демократов и независимых, Разные правые             | 458              | 26,88 | 1           | +1              |
|  | Тибо Гиньяр     | Республиканцы                                            | 253              | 14,85 | 0           | -1              |
|  | Мишель Форже    | Европа Экология Зелёные, Демократический бретонский союз | 159              | 9,33  | 0           | 0               |
|  | Сирил Жобик     | Вперёд, Республика!                                      | 119              | 6,98  | 0           | 0               |
|  | Жерар де Меллон | Национальное объединение                                 | 22               | 1,29  | 0           | 0               |

## Результаты выборов 2014 года
В выборах сенаторов 2014 года участвовали 7 списков кандидатов и 1650 выборщиков.
|  | Лидер списка   | Политическая направленность                                                | Получено голосов | %     | Кол-во мест | +/- (к 2008 г.) |
|  | -------------- | -------------------------------------------------------------------------- | ---------------- | ----- | ----------- | --------------- |
|  | Янник Ботрель  | Социалистическая партия, Коммунистическая партия, Радикальная левая партия | 756              | 45,82 | 2           | -1              |
|  | Мишель Вапар   | Союз за народное движение                                                  | 400              | 24,24 | 1           | +1              |
|  | Брюно Жонкур   | Демократическое движение, Разные правые                                    | 332              | 20,12 | 0           | 0               |
|  | Мишель Форже   | Европа Экология Зелёные                                                    | 76               | 4,61  | 0           | 0               |
|  | Катрин Блэн    | Национальный фронт                                                         | 42               | 2,55  | 0           | 0               |
|  | Филипп Куло    | Демократический бретонский союз                                            | 38               | 2,30  | 0           | 0               |
|  | Венсан Лансьен | Разные                                                                     | 6                | 0,36  | 0           | 0               |

## Сенаторы (2020-2026)
- Анни Ле Уэру (Социалистическая партия), мэр города Генган, депутат Национального собрания
- Жерар Лаэллек (Коммунистическая партия), вице-президент Регионального совета Бретани
- Ален Кадек (Республиканцы), президент Совета департамента

## Сенаторы (2014-2020)
- Янник Ботрель (Социалистическая партия), мэр коммуны Бурбриак
- Кристин Прюно (Коммунистическая партия), вице-мэр  города Ламбаль
- Мишель Вапар (Союз за народное движение/Республиканцы), мэр коммуны Плёдиен-сюр-Ранс

## Сенаторы (2008-2014)
- Янник Ботрель (Социалистическая партия), мэр коммуны Бурбриак
- Жаклин Шеве (Социалистическая партия), член совета города Лудеак (до 15.03.2010)
- Ронан Кердраон (Социалистическая партия), мэр города Плерен (с 16.03.2010)
- Жерар Ле Кан (Коммунистическая партия), мэр  города Плене-Жюгон